# Симфония до мажор (балет)
«Симфония до мажор» (англ. Symphony in C) — одноактный бессюжетный балет Джорджа Баланчина, поставленный на музыку Первой симфонии Жоржа Бизе (1855). Премьера состоялась 11 октября 1948 года в Нью-Йорке, на сцене Городского центра музыки и драмы. Оформление было выполнено постоянной сотрудницей Баланчина Варварой Каринской. Главные партии исполняли солисты труппы «Балетное общество» Мария Толчиф и Николас Магалланес (I часть), Танакиль Леклерк и Франсиско Монсьон (II часть), Беатрис Томпкинс и Херберт Бласс (III часть), Элиз Рейман и Лью Кристенсен (IV часть).
Симфония № 1 была написана 17-летним Жоржем Бизе в 1855 году, когда будущий знаменитый композитор учился на курсе Шарля Гуно в Парижской консерватории. Эта юношеская симфония долгое время была утеряна, и даже биографы композитора не знали о её существовании. Партитура была обнаружена в архиве консерватории музыковедом Жаном Шантавуаном лишь в 1933 году. Симфония была впервые исполнена в 1935 году в Базеле оркестром под управлением Феликса Вайнгартнера, и тогда же впервые опубликована, — о чём Баланчин узнал от своего друга и постоянного сотрудника Игоря Стравинского. В 1947 году, будучи во Франции, Баланчин поставил на эту музыку балет «Хрустальный дворец» для труппы парижской Оперы.
Вернувшись в Америку, в 1948 году Баланчин вместе с Линкольном Кирстейном создал в Нью-Йорке труппу «Балетное общество». «Симфония до мажор», созданная на основе парижского «Хрустального дворца», стала одним из первых спектаклей его новой труппы. При этом он отказался от разноцветных костюмов Леонор Фини в пользу монохромных (белые пачки у женщин и чёрные комбинезоны у мужчин), созданных по эскизам Варвары Каринской. Название «Хрустальный дворец» было заменено на лаконичное Symphony in C.
При схожей структуре, хореографический текст обоих балетов довольно сильно отличается, так как Баланчин не помнил наизусть конкретные связки и движения, придуманные им во Франции, и отдельные фрагменты хореографии ему пришлось сочинять практически заново. Балет, следуя структуре симфонии, состоит из четырёх частей и рассчитан на 4 пары солистов, каждая из которых сопровождается двумя парами корифеев.
В 1950 году хореограф переставил этот спектакль для своей труппы Нью-Йорк Сити балет, реорганизованной из «Балетного общества» после того, как она стала постоянным резидентом Городского центра музыки и драмы.
В 1960 году Баланчин использовал пачки Каринской из этого балета при переносе «Темы с вариациями» (1947) в свою труппу Нью-Йорк Сити балет.